# Henicolaboides hypomelas
Henicolaboides hypomelas là một loài bọ cánh cứng trong họ Attelabidae. Loài này được Fairmaire miêu tả khoa học năm 1878.